# شجاع خليل زاده
شجاع خليل زاده هو لاعب كرة قدم إيراني في مركز الدفاع ولد في يوم 14 مايو 1989 في مازندران، لعب لصالح منتخب إيران. وسبق له اللعب مع نادي مس رفسنجان ونادي مس كرمان ونادي سباهان أصفهان ونادي تراكتور سازي ونادي برسبوليس و احترف في قطر في نادي الريان والنادي الأهلي.

## روابط خارجية
شجاع خليل زاده على موقع الاتحاد الآسيوي (الإنجليزية)
- شجاع خليل زاده على موقع قاعدة بيانات كرة القدم.إي يو (الإنجليزية)
- شجاع خليل زاده على موقع ناشيونال فوتبول تيمز (الإنجليزية)
- شجاع خليل زاده على موقع Soccerway.com (الإنجليزية)
- شجاع خليل زاده على موقع عالم كرة القدم.نت (الإنجليزية)